# A8-as autópálya (Németország)
Az A8-as (németül Bundesautobahn 8, rövidítve A8, vagy BAB 8) egy németországi autópálya (ném:Autobahn), ami a luxemburgi határtól Karlsruhe, Stuttgart és München mellett elhaladva éri el az osztrák határt Salzburg közelében. Az A8-as egyike a legfontosabb délnémet autópályák egyikének, illetve Közép-Európában is jelentős szerepet tölt be, mint nyugat-keleti útvonal. A Magyarországról érkező autósok is leggyakrabban az A8-ast veszik igénybe az A3-as mellett, amely Passaunál végződik. A terheltsége a jövőben várhatóan csökkenni fog a vele nagyjából párhuzamosan épülő A98-as átadásával. Télen, illetve a nyári szabadságolások idején nagy forgalmi dugók szoktak kialakulni több szakaszán is. A Felső-Bajorországon (Oberbayern) áthaladó  szakasz ugyancsak gyakran a híradásokban, mint Németország egyik legmagasabban fekvő Autobahn-ja, ahol a havazás gyakran bénítja a közlekedést.

## Története
Az A8-as történetében az első kapavágást 1934. március 21-én tette meg Adolf Hitler Unterhachingban, mint az első szakasz (München-Salzburg) építésének elindító aktusaként. A munka fő nyitánya volt az úgynevezett „Munkacsata” (németül: Arbeitsschlacht) megindulásának, egyidejűleg még 22 másik helyen kezdődött meg az Autobahnok építése a Harmadik Birodalomban. Az előkészületek már 1933. szeptember 1-vel megindultak a „Müncheni Legfelső Építésvezetőség” (Oberste Bauleitung München) felszerelésével. A Karlsruhe-Salzburg szakaszt még át tudták adni a második világháború végéig. A háború utolsó napjaiban a visszavonuló Wehrmacht számos, már kész hidat felrobbantott, illetve megrongált, hogy akadályozza a Vörös Hadsereg és a szövetségesek előrenyomulását. Ezek a károk a háború után többnyire csak időlegesen lettek kijavítva, végleges helyreállításuk, valamint az autópálya végigépítése már az NSZK korai éveiben történt meg. A Sváb-Alb  emelkedőit már a Harmadik Birodalom idején megtervezték, de kivitelezésük, kétsávossá építésük pár alagúttal együtt szintén csak később épült meg. 1958-ban ezen a szakaszon szentelték fel Németország első autópálya-templomát.

## Útvonala

### Az első szakasz (Perl-Pirmasens)
Az első szakasz a luxemburgi határtól tart Pirmasensig, amely Rajna-vidék–Pfalz tartomány déli részén található. Az út elhalad Saarlouis, Neunkirchen, Zweibrücken mellett, tehát az iparilag fejlett és erősen urbanizálódott Saar-vidéken keresztül. Érdekesség, hogy az út Németország egyik legerősebb középhullámú adótornya, a Heusweiser-i adótorony mellett halad el, amely az ARD legerősebb ilyen jellegű létesítménye. A 70-es években pont ezért kissé arrébb építették az utat, hogy a forgalom ne zavarja a sugárzást. A pálya iránytól függően egy-, illetve kétsávos. Pirmasens városánál az útvonalnak vége szakad, a Karlsruheig tartó hiányzó rész több okból nem épült meg. Ezen a részen elsőrendű útvonal pótolja a hiányt.

### Második szakasz (Karlsruhe-München)
A következő, jóval hosszabb szakasz Karlsruhénél kezdődik, majd Pforzheim, Leonberg, Stuttgart, Ulm, illetve Augsburg mellett elhaladva egészen München-Obermenzing-ig tart. Karlsruhe és Leonberg között az út részben hatsávossá van építve, ami szükséges is a hegyes terep miatt. Az autópálya ezen a szakaszon még 2008-ban is építés alatt állt, hogy a hiányzó sávokat pótolhassák. Erre azért van szükség, mert a 7 forgalmi sáv mellett (4 München irányába) is az A8-as zsúfolt. Leonberg és Stuttgart között a naponta áthaladó majd' 140 000 járművel ez a szakasz az egész sztráda legforgalmasabb része. Gruibingen pihenőhelyig (Raststätte Gruibingen) hat sávos, onnan tovább már csak négy. Főleg már Bajorország területén okoz ez gondot, mert itt igen nagy szakaszokon csak négysávos (tehát 2×2), és nincs leállósáv. Az autópálya-kijáratoknál és feljáróknál sincsenek, vagy csak nagyon rövidek a gyorsítósávok, ami igen nagy hátrány. A hegymeneteknél is szinte teljesen hiányoznak a kapaszkodósávok, így az egy irányba mindössze kétsávos A8-ason lassú a haladás nagy forgalom esetén, mert a szélső sávot szinte kizárólag teherautók foglalják el, így nehéz előzni.

#### Az Alb-i emelkedő
Egy különlegesen nehéz szakasz volt anno az építés során a Sváb-Alb átkelő szakasza (németül Albaufstieg, kb: Alb-i emelkedő). Itt egy 16 km-es szakaszon 380 méteres szintkülönbséget győz le két fokozatban az autópálya. Ezen szakasz teljes területén Baden-Württemberg területén található, ha nyugatról nézzük, kb. 25 km-re délkeletre kezdődik Stuttgarttól, majd délkeleti irányt tartva nem sokkal Ulm előtt végződik. Különlegessége, hogy a két forgalmi irány nem egymás mellett van, hanem két, párhuzamosan futó völgyet használtak fel helyhiány miatt. Így bár az autós az A8-ason halad, a szembejövő forgalmat az Albaufstieg-en nem látja, mivel az tőle több kilométerre fut párhuzamosan. Egyébként mindkét forgalmi sáv kétsávos. A csúcspontot 784 méterrel éri el a Steinbühl nevű hegyre felkapaszkodva, Hohenstadt mellett. Az útvonalon számos viadukt, alagút található. Mivel autópályaként épült, ezért igyekeztek az emelkedés-lejtés szögét minimalizálni, de így is előfordulnak 6-7%-os lejtésű részek. Egészen Ulmig az Autobahn 2×2 sávos, leállósáv nélkül. A merekedség, illetve szintkülönbség Stuttgart felé nagyobb, 30 km alatt 264 méterről 784 méterre (átlagosan 1,73%), míg Ulm felé 38 km alatt 204 métert esik (átlagosan 0,53%). Ez magyarázható azzal, hogy a Sváb-Bajor medence magasabb térszínével, míg Stuttgart felé a Neckar mély völgyet mélyített magának. Végső állapotában 1956-ra készült el, mikor is helyreállították a második világháborús károkat.

#### Ulmtól Münchenig
Ulmtól Augsburgig az út 2×2 sávos, leállósáv nélkül, ami főként domborzati okokkal magyarázható. Ezen a szakaszon szintén gyakran fordul elő forgalmi dugó, főleg a lassú teherautók miatt. Már München közigazgatási határán belül a sztráda áthalad az A 99-es, a müncheni külső körgyűrű felett, majd München északnyugati városrészébe érve becsatlakozik a városi úthálózatba. Ezen szakasz 6, illetve 8 sávos.

### Harmadik szakasz (München-Salzburg)
Az A8-as harmadik szakasza a város délkeleti, Rammersdorf-Perlach nevű városrészéből indul, majd pontosan 10 km megtéve keresztezi a körgyűrűt, az A99-est, majd a 2×3 sávból hamarosan 2×2 sávosra vált, így halad keleti irányban elhagyva München egykori repülőterét. Holzkirchent elhagyva Irschenbergnél éri el második legmagasabb pontját (712 tszfm), amely emelkedése és magasan fekvése miatt is ismert dugó- illetve baleseti hely. Innen nem messze találkozik az A 93-assal, amely déli irányban haladva Kufsteinnél éri el az osztrák határt, majd mint Inntal Autobahn halad tovább, elágazással a Brenner-hágó felé. Majd a Chiemsee partja mellett tovább már Felső-Bajorország (Oberbayern) területén, Neukirchen mellett (710 tszfm) elhaladva éri el Salzburgnál az osztrák határt, becsatlakozva az osztrák A1-esbe. Érdekesség, hogy ezen a részen, nagyjából párhuzamosan az eredeti úttal, építették meg az úgynevezett 46-os szakaszt (Strecke 46), amely még a Harmadik Birodalom idejéből származik. Ezt az utat ma már nem használják.

## Átépítések, jövőbeni tervek
Az A8-as mindegyik szakaszán tervbe van véve átépítés, fejlesztés, mert nem kielégítő az útvonal szélessége, és a forgalom is folyamatosan nő rajta. Karlsruhetől Münchenen át egészen az osztrák határig cél az, hogy legalább 2×3 sávos legyen az út.

### Karlsruhe és Stuttgart között
A Baden-Württembergben található Karlsruhe-Pforzheim szakaszt még a 90-es években részben átépítették hatsávossá, és ugyanez tervezik a Fekete-erdőn áthaladó részekkel, főleg a nagy magasságkülönbségek és emelkedők miatt.